# Cerro Manomó
El cerro Manomó es un monte aislado ubicado en Bolivia, en la región de la Chiquitania. Administrativamente se encuentra en el municipio de San Ignacio de Velasco de la provincia Velasco en el departamento de Santa Cruz. El Manomó está situado 80 km al sur de la Meseta de Caparú, que forma parte del Parque nacional Noel Kempff Mercado, y está compuesto de un bloque de colinas ondulantes de cuatro por seis kilómetros en área, alcanzando
684 m s. n. m. en su parte más alta. A 19,6 km al oeste se encuentra la comunidad de San Simón Alto Paraguá.
El cerro Manomó está cubierto de vegetación del Cerrado, y es una de las fuentes principales de la cuenca alta del río Paraguá. Así mismo, tiene una importancia botánica por la presencia de la planta Mikania manomoi, que es endémica al sitio.
En el Manomó se han encontrado depósitos de uranio, torio e itrio. Sin embargo, un candidato a diputado plurinominal se opuso en 2014 a la posible explotación de uranio en el Manomó, debido al riesgo medioambiental que podría ocasionar.